# Rhodinon
Le rhodinon, ou huile à la rose, est un parfum de l'antiquité gréco-romaine.
Son nom est à rapprocher du grec ancien ῥόδον / rhódon, « la rose ».

## Utilisations
En plus de parfumer, on lui prêtait de nombreuses vertus médicinales. Il pouvait être utilisé en onguent, ou ingéré, ou pour des massages après le bain. Hippocrate évoque l’elaion rhodinon comme médicament. 
Une inscription de guérison provenant du sanctuaire d'Asklepios à Lébèna (en), en Crète, et datée du deuxième ou du premier siècle avant J.-C. décrit l'utilisation de rhodinon dans une pommade pour soigner un ulcère. 
D'un coût abordable, il était très répandu dans le bassin méditérranéen — peut-être le plus répandu — et utilisé autant par les hommes que par les femmes. Il était utilisé à des fins esthétiques autant que médicales. 
Sa durée d'utilisation fut longue : cette huile était déjà citée dans l'Iliade. Son usage avait néanmoins décliné parmi l'élite au  Ier siècle de notre ère.

## Composition
Le médecin, botaniste et pharmacologue Dioscoride décrit le rhodinon dans le livre I de son traité sur les plantes médicinales, le Περὶ ὕλης ἰατρικῆς, Peri hulês iatrikês, « À propos de la matière  médicale », œuvre rédigée en grec ancien mais plus connue sous le nom latin de De materia medica. 
D'après cet ouvrage, il était composé d'huile d'olive verte - qui conserve mieux les odeurs que celle d'olive noire - de roses de Damas, ainsi que de miel servant lors de la préparation.
Dans son livre Des odeurs (Περί Ὀδμῶν), Theophraste indique qu'il faut ajouter du sel au parfum de rhodinon, en précisant explicitement la quantité : deux médimnes pour une amphore. )
Pline l'Ancien évoque aussi le rhodinon dans le livre XIII de son Naturalis historia, consacré aux arbres odoriférants et aux herbes aromatiques. Il y écrit qu'il s'agit d'un des parfums préférés de ses contemporains, et qu'il était produit à Phaselis, dans l'actuelle Turquie, puis remplacé par ceux fabriqués à Naples, Capoue et Palestrina. 

## Recette
D'après Dioscoride, il faut s'enduire les mains de miel, chauffer l'huile d'olive, plonger des brassées de pétales de roses de Damas entre deux et sept fois. Deux ou trois bains donnent une senteur délicate et légère, et au-delà de sept le parfum devient astringent, avec une odeur trop forte et désagréable.
Au début des années 2010, l'archéologue Jean-Pierre Brun s'est efforcé de recréer des parfums antiques, dont le rhodinon. Avec Xavier Fernandez, professeur à l'institut de chimie de l'université Côte d'Azur à Nice, ils ont analysé des résidus de flacons de parfums antiques ayant contenu du rhodinon. Combiné avec des sources textuelles antiques, ils ont pu reconstituer ce parfum,.